# 6e groupe d'armées des États-Unis
Le 6e groupe d'armées des États-Unis est la dénomination des forces composées de la 7e armée américaine et la 1re armée française, sous le commandement du général Jacob Devers.
Lors du débarquement de Provence en août 1944, le 6e groupe d'armées est sous le commandement du Allied Force Headquarters (AFHQ) du théâtre des opérations méditerranéen, et passe ensuite  sous le commandement du Supreme Headquarters Allied Expeditionary Force (SHAEF).

## Débarquement de Provence et libération de la France

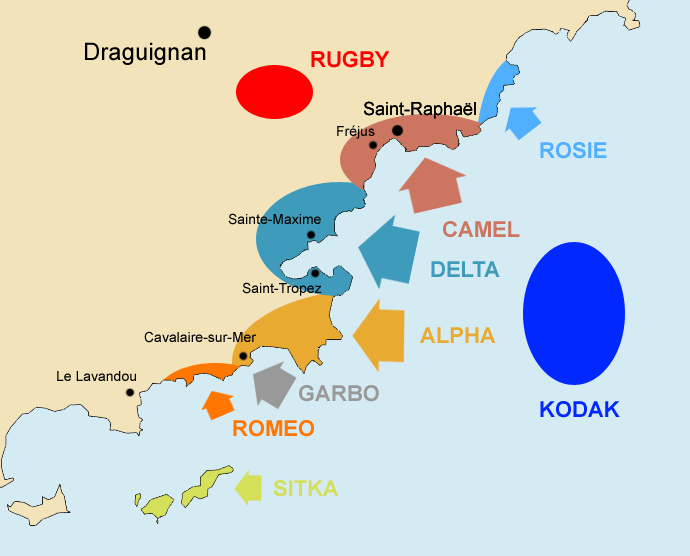
Plan du débarquement de Provence.

Le groupe d'armées débarque en Provence le 15 août 1944. Il libère Marseille et Toulon, puis remonte vers Grenoble, d'où les troupes allemandes s'enfuient dans la soirée du 21 août. Il poursuit vers Lyon puis vers l'Alsace.

## Allemagne

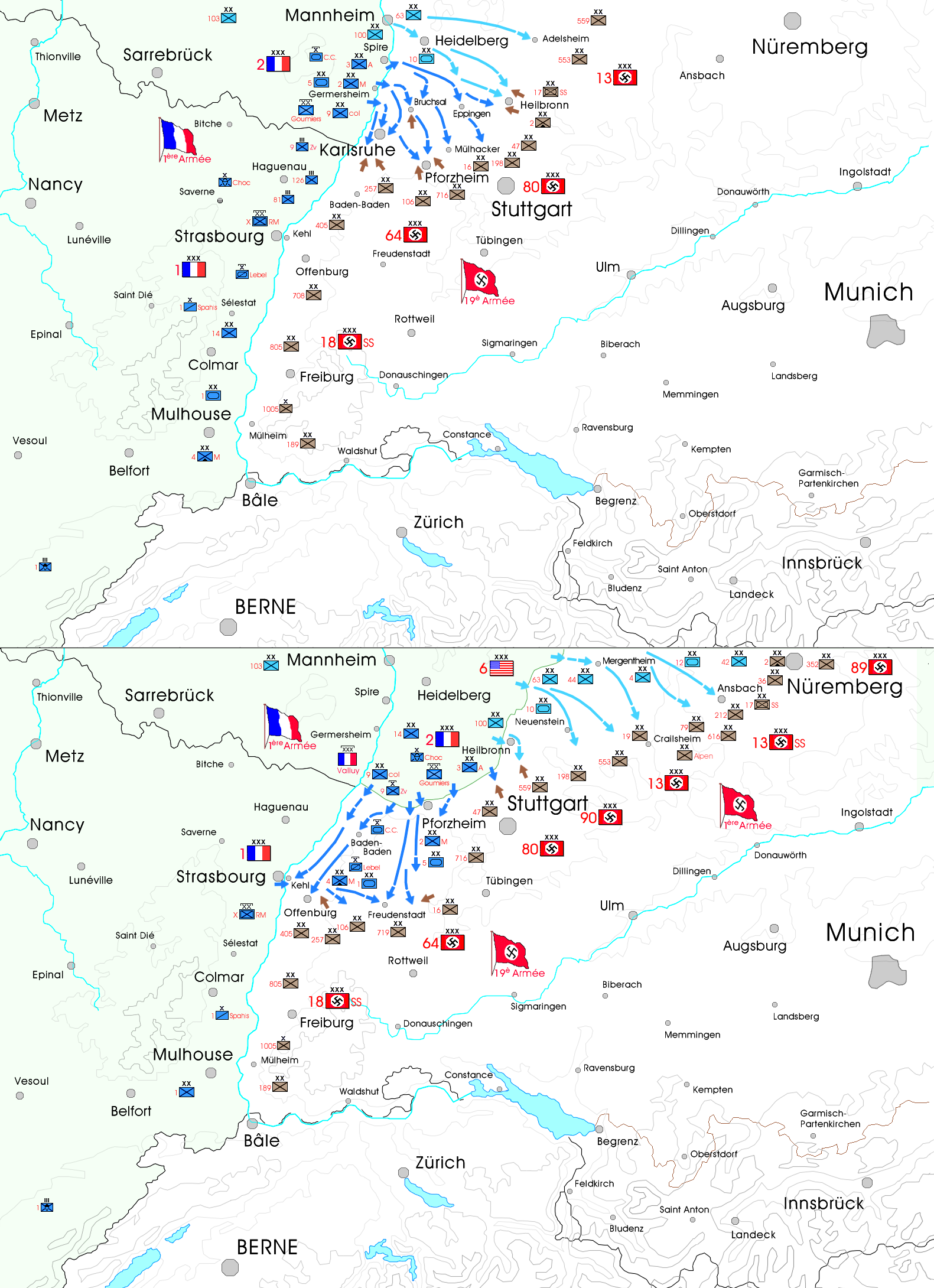
Rhin et Danube : 31 mars - 19 avril 1945

Le groupe d'armées attaque vers Sarrebruck et Haguenau (opération Undertone), en mars 1945. Il libère Strasbourg et toute l'Alsace entre le 18 et le 23 novembre 1944.
Il continue ensuite son chemin vers le Rhin puis vers le Danube, où il arrive le 24 avril 1945.